# Georges Gheldman
Georges Gheldman (né le 28 septembre 1931 dans le 12e arrondissement de Paris et mort le 11 février 2007 à Garches) est un sexologue français, survivant de la Shoah. Ce fut l'un des témoins à charge au procès de Maurice Papon.

## Biographie

### Jeunesse
Georges Gheldman est né le 28 septembre 1931 dans le 12e arrondissement de Paris. Il est le fils de Srul Gheldman, né le 16 février 1906 à Bolgrad, alors dans l'Empire russe, et de Berthe Gheldman (née Isman) née le 27 mars 1907 à Kispesth en Hongrie.

### Seconde Guerre mondiale et témoignages
Le 16 juillet 1942, Georges Gheldman trouve, en rentrant chez lui, un mot griffonné à la hâte par sa mère qui lui demande de la rejoindre au commissariat. Il a dix ans et passe sa dernière nuit avec elle en cellule, avant d'être relâché,,,,,,. Le père de Georges, Srul, est arrêté le même jour à Paris lors de la Rafle du Vel d'Hiv. Le 17 juillet, la mère de Georges est transférée au camp de Mérignac, puis le 18 au camp de Drancy, avec 171 autres personnes. Les parents de Georges sont déportés par le convoi n°7 en date du 19 juillet 1942 de Drancy à Auschwitz, qui transportait un millier de déportés. Ni l’un ni l’autre ne firent partie des 16 seuls survivants en 1945.
La dernière adresse du père est au 1, boulevard de Port-Royal dans le 13e arrondissement de Paris et celle de la mère: Place de la Cathédrale à Dax (Landes). 
Dans 16 juillet 1942, Georges Gheldman indique que sa mère, originaire de Hongrie, donc d’un pays neutre à l’époque, n’aurait pas dû se trouver sur les listes, mais que l’administration française fit du zèle, l'inscrivant, comme bien d’autres, dans la colonne « Polonais », qu'il était possible de déporter. Maurice Papon reconnaît au procès beaucoup d'anomalies. Dans son livre, Georges Gheldman évoque les différentes aides qui lui permirent d'être sauvé.
Le témoignage de Georges Gheldman fut l'un des pires moments pour l'accusé lors de l’affaire Papon, jugée à Bordeaux en 1998.

### Mort
Georges Gheldman meurt le 11 février 2007 à Garches, d'une crise cardiaque, trois jours avant Maurice Papon,.

## Publication
- Georges Gheldman, 16 juillet 1942, Paris, Berg International, coll. « Les polisseurs de loupes », 2005, 109 p. (ISBN 2-911289-78-1). On trouve en annexe de cet ouvrage la retranscription intégrale du témoignage de Georges Gheldman lors du procès de Maurice Papon.